# エル・ポルティル・イ・ヌエボ・ポルティル
エル・ポルティル・イ・ヌエボ・ポルティル(El Portil y Nuevo Portil)は、スペインのアンダルシア州ウエルバ県に存在する、ラグナセカ通りと呼ばれる街路で2つに分かれている地域をまとめて言う呼称である。

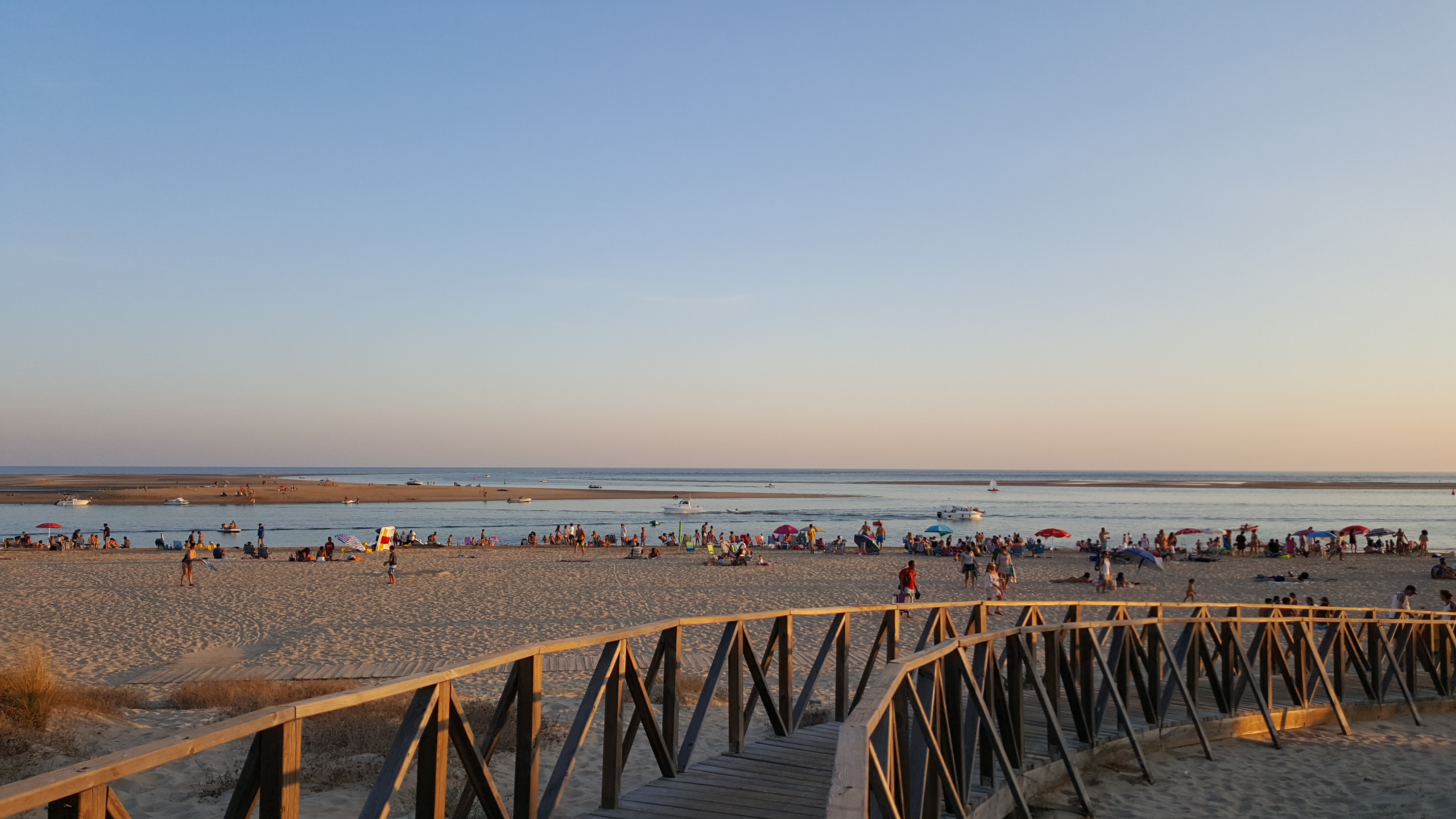
プレイヤ・デ・エル・ポルティル

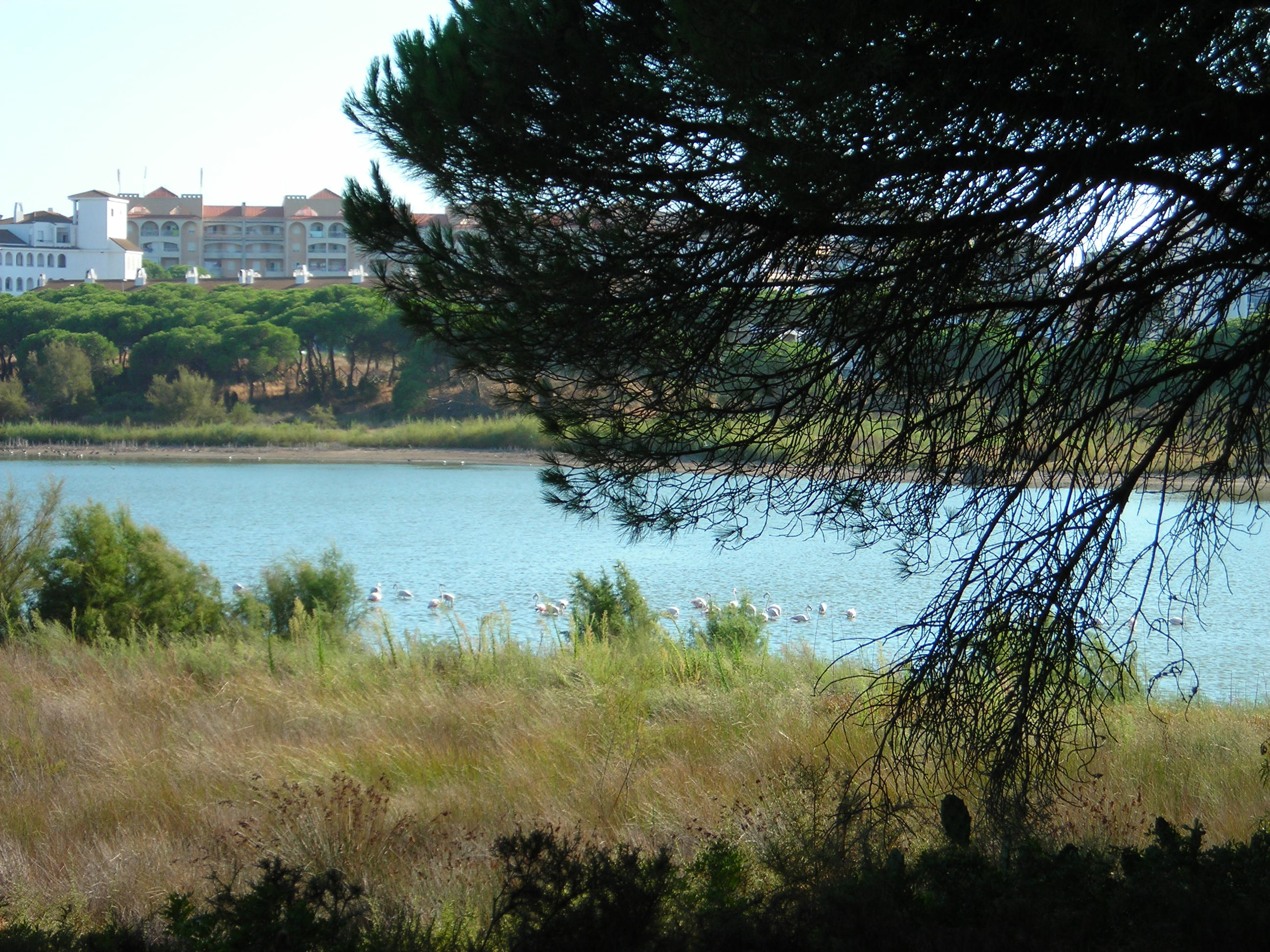
ポルティルのフラミンゴ